# ابرزمین

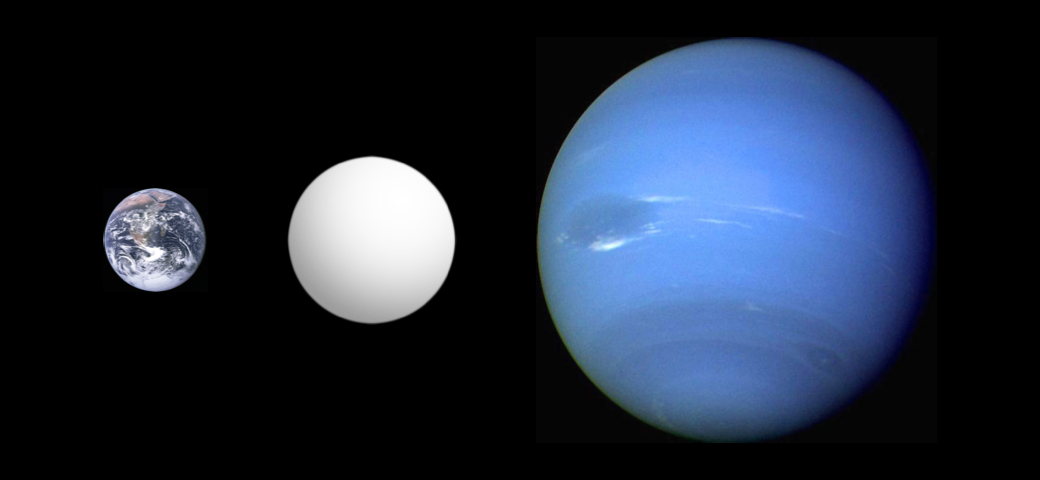
تصویرسازی اندازهٔ دربرده از اَبَر-زمین کوروت- ۷بی (مرکز) در هم‌سنجش با زمین و نپتون

یک اَبَرزَمین یک سیارهٔ غیرخورشیدی است با جرمی بیشتر از زمین است، اما به‌طور چشم‌گیری کمتر از غول‌های یخی منظومهٔ خورشیدی، اورانوس و نپتون، که به ترتیب ۱۴٫۵ و ۱۷ برابر زمین‌اند.
اصطلاح «اَبَرزمین» تنها به جرم سیاره اشاره دارد و به این ترتیب هیچ چیز دربارهٔ شرایط سطح یا زیست‌پذیری نمی‌رساند. اصطلاح جایگزین «کوتوله‌های گازی» ممکن است برای آن‌ها که در پایان بالاتر مقیاس جرم دقیق‌تر و رشمندتر باشد، هرچند «مینی نپتون‌ها» یک اصطلاح رایج‌تر است.